# 黎國輝
黎國輝（英語：Plato Lai Kwok Fai，1980年3月9日—），香港男演員及節目主持，前香港無綫娛樂新聞台節目主播。
黎國輝曾就讀牛頭角天主教小學以及香港道教聯合會青松中學，後來畢業於珠海學院。他加入香港電台第二台時以「阿感」為暱稱，其後轉投無綫娛樂新聞台才較少使用，代表作品是與范振鋒一同主持的訪談節目《范後感》。
黎國輝的前女友是模特兒鄧洢玲，兩人於2012年分手；同年與任職排舞老師的台灣人連佳優拍拖。2014年9月14日在羅志祥的香港演唱會上向對方求婚。

## 電視劇（香港電台）
- 2000年：青春@Y2K 飾 陳榮錦（阿感）

## 電視劇（無綫電視）
- 2009年：美麗高解像 飾 侍應
- 2013年：貓屎媽媽 飾 洛文（Norman）
- 2014年：老表，你好hea！ 飾 評判
- 2016年：完美叛侶 飾 酒保

## 電視主持（無綫電視）
- 無綫娛樂新聞台
  - 范後感
  - 娛樂頭條
  - 娛樂新聞報道
- 翡翠台
  - 娛樂頭條
  - 樓上有寶
  - 爆足一周
  - 越夜越美味
- J2台
  - 娛樂新聞報道
- 無綫網絡電視19台
  - 低俗講波團

## 電視主持（其他）
- ViuTV
  - #返鄉下

## 網絡節目主持
- 《娛樂導賞精華團》，與游大東跨地域合作主持的清談節目，以廣東話分享及點評娛樂圈事件及現象，2021年6月起每周以Podcast形式跨平台播出，至今已累積播出逾90集。第二季起新增YouTube頻道香港台為聯合播放平台。
- 《東感拉闊》，與游大東跨地域合作主持的藝人訪談，2023年6月起於阿感和游大東的YouTube頻道聯合播出。

## 電台主持
- 香港有線電視YMC台
  - YMC人We Wet Web
- 香港電台第二台
  - 香港小姐
  - DJ生還者
  - Teen Power@Radio2
  - 倫住黎試
  - 萬王之王
  - 輕談淺唱不夜天
- wazzup 網上電台
  - 感祖呀
- 好大個網
  - 男女CLS

## 曾參與廣播劇
- 在《倫住黎試》播放
  - 2002年 《今天應該更高興》
  - 2003年 《Love...Please Encore》
  - 2004年 《正義聯盟 Double Eleven》
  - 2004年 《無可奉告》
- 在《QQ Company》播放
  - 2003年 《拖男帶女》

## 綜藝節目
- 《心有靈犀》第9集
- 《今日VIP》第974集

## 外部連結
- TVB PAY VISION